# Lampea pancerina
Lampea pancerina är en kammanetart som först beskrevs av Chun 1879.  Lampea pancerina ingår i släktet Lampea och familjen Lampeidae. Inga underarter finns listade i Catalogue of Life.